# Raphaël Chanterie
Raphaël Chanterie (* 22. November 1942 in Oeselgem, heute Gemeinde Dentergem) ist ein belgischer Politiker der ehemaligen CVP, heute Christen-Democratisch en Vlaams.

## Leben
Chanterie war über Jahre Vorsitzender der belgischen Gewerkschaft für Textilien und Bekleidung. Er gehörte außerdem dem Parteipräsidium und dem Vorstand der CVP sowie dem politischen Vorstand der Europäischen Volkspartei und der Christlich-Demokratischen Internationale an. Von 1981 bis 1999 war er Abgeordneter im Europäischen Parlament und in dieser Zeit auch Vorsitzender der belgischen Delegation in der Fraktion der EVP. 